# Italo Masala
Italo Masala (Guamaggiore, 15 aprile 1937) è un politico italiano.

## Biografia
Laureato in giurisprudenza ed avvocato di professione, è stato direttore dell'ufficio provinciale del tesoro di Sassari. 
Segretario regionale dell'MSI dal 1989, ha poi aderito ad Alleanza Nazionale. Eletto consigliere regionale, ha ricoperto numerosi incarichi in seno alla regione Sardegna, nello specifico: Assessore agli Affari generali, Personale e Riforma della Regione nella Giunta presieduta da Mario Floris (1989- 1991), Assessore agli Affari generali, Personale e Riforma della Regione (1999-2001), Assessore alla Programmazione, Bilancio e Assetto del Territorio (2001-2003) nonché funzioni ad interim per i seguenti assessorati Programmazione, Bilancio e Assetto del Territorio, agli Enti locali, Finanze e Urbanistica, all'Industria e alla Pubblica Istruzione, Beni culturali, Informazione, Sport e Spettacolo. È stato presidente della giunta regionale per quasi un anno dall'agosto 2003 al giugno 2004,